# Nogle gange kommer vinteren om natten
Nogle gange kommer vinteren om natten er en kortfilm fra 2011 skrevet og instrueret af Lærke Lauta.

## Handling
Nana er forfatter og når Nana drømmer om natten er der altid to af hende. I forbindelse med sit forfatterskab deltager hun i en bogmesse i Sverige. Hun indlogerer sig på et afsides liggende strandhotel, der i foruroligende grad minder om det sted, hendes kommende roman »Nogle gange Kommer Vinteren om Natten« udspiller sig. Mens hun er der, arbejder hun på slutningen. På hotellet møder hun tjeneren Lili, der også skriver på en roman. Deres tanker, drømme og historier begynder gradvist at smelte sammen, men mødet får fatale konsekvenser.